# Luciano Vieri
Luciano Vieri, pseudonimo di Luciano Gentile, conosciuto anche come Jean Luck (Roma, 29 aprile 1945 – Roma, 22 novembre 1964), è stato un cantante italiano di musica leggera, rock and roll e beat, in voga nella prima metà degli anni sessanta.
Con un repertorio al confine tra quello rock puramente inteso e quello in stile urlatori, Vieri ha avuto come artisti omologhi della sua epoca, fra gli altri, Vasso Ovale e Clem Sacco.

## Biografia
Vieri ha inciso per la Fonit e per la ARC ed è ricordato essenzialmente per la sua cover-hit del 1964 Torno a pregare di Mogol-Byers-Daniels (ovvero Standing in the Shadows di Kenny Gamble), classificatasi al trentottesimo posto nella hit parade di quell'anno. Il retro di questo 45 giri, Ho un amico è forse meno noto, ma si tratta anche questo di una nobile cover: So long baby di Del Shannon.
Aveva iniziato la sua carriera nel mondo della musica fra il 1957 ed il 1958 all'interno di un trio chiamato Little Boys che si esibiva in un teatro romano situato in viale Libia e che è servito come trampolino di lancio per diversi artisti.
Facevano parte del trio Vieri, che allora si faceva ancora chiamare con il suo vero nome, Luciano Gentile (canto e chitarra), Lucio Maniscalchi (chitarra o basso) e Stefano Mercanti (chitarra solista). Successivamente, Vieri decise di affrontare la carriera solista e così nel gruppo entrò come cantante Lino Tieri. 

I Little Boys nel 1958, con Luciano Gentile al centro

Il gruppo rimase attivo parecchi anni incidendo dischi per la Vis Radio di Napoli, finché un giorno si divise.
Tieri continuò a cantare e poi entrò nel gruppo romano dei Jaguars, come voce solista e chitarra, mentre Lucio Maniscalchi si è in seguito dedicato alla critica musicale. Mercanti ha dal canto suo creato un nuovo gruppo - Le Pecore Nere - con Kico Fusco, Mauro Chiari ed Enzo Tarantino, con cui ha inciso un 45 giri per la RCA Italiana intitolato Ricordo un ragazzo, canzone dedicata a Luigi Tenco, che fece registrare un buon successo, un album ed altri due 45 giri.
Nel 1962 Luciano Gentile ha inciso con lo pseudonimo di Jean Luk e con il gruppo musicale Carletto and his dreamers il disco singolo Little Rock (J.Luk-Amadio) / So Romantic (Fonit Cetra SPUJB 50273). L'anno successivo ha partecipato al Cantagiro con la canzone Saraghina Twist.
È morto in un incidente stradale (presso il Viadotto delle Valli, a Roma Montesacro) all'età di diciannove anni. L'anno successivo, a maggio, morì in circostanze analoghe anche un altro giovane cantante, Alfredo Mazzini - in arte Geronimo - ventiduenne fratello della cantante Mina.
Di lui Mario De Luigi ha scritto: "Luciano Vieri è ancor oggi un punto di riferimento del rock italiano".

## Discografia

### Singoli
- 1962: The Girl With Her Dog/Tell Me Baby (Fonit, SPU 50255; con lo pseudonimo Jean Luk)
- 1962: Let's Dance The Twist/You Are My Love (Fonit, SPU 50256; con lo pseudonimo Jean Luk)
- 1962: Dado di miele/Al fuoco, al fuoco (Fonit, SPU 50269; con lo pseudonimo Jean Luk)
- 1963: Una stella nella mano/Anna twist (Fonit, SPU 50272; con lo pseudonimo Jean Luk)
- 1963: Little Rock/So Romantic (Fonit, SPU 50273; con lo pseudonimo Jean Luk)
- 1963: Saraghina Twist/Odio quelle che sognano (Fonit, SPU 50278; con lo pseudonimo Jean Luk)
- 1964: Torno a pregare/Ho un amico (ARC, AN 4015)